# Giuseppe Ponzi
Giuseppe Ponzi (Roma, 20 maggio 1805 – Roma, 30 novembre 1885) è stato un geologo e politico italiano.
Naturalista e geologo, fu professore di Zoologia e Anatomia comparata all'Università La Sapienza e primo professore di Geologia nella stessa Università dal 1864. Insegnò anche Mineralogia, Geologia e Geognosia alla Scuola d'applicazione degli Ingegneri e fondò nel 1873 il Gabinetto di Geologia dell'Università Museo di geologia. Fu socio dell'Accademia dei Lincei dal maggio 1848 e ne divenne Presidente dal 1871 al 1874. Fu senatore del Regno d'Italia dal 1870. Nel 1875 fu nominato socio dell'Accademia Nazionale delle Scienze.